# Volodymyr Zagorodny
Volodymyr Zagorodny, nacido el 27 de junio de 1981 en Simferópol, es un ciclista ucraniano.

## Palmarés en pista

### Copa del mundo
2003
- 1º en persecución por equipos en Cap (con Alexander Simonenko, Vitaliy Popkov, Volodymyr Dyudya)
- 3º en persecución por equipos en Moscú

2004
- 2º en persecución por equipos en Moscú

2005
- 1º en persecución por equipos en Moscú (con Volodymyr Dyudya, Roman Kononenko, Vitaliy Popkov)

 2006
- 3º en persecución por equipos en Moscú
- 3º en persecución por equipos en Los Ángeles

## Palmarés en ruta
2006
- Campeonato de Ucrania de Ciclismo en Ruta

2007
- Campeonato de Ucrania de Ciclismo en Ruta

2008
- 1 etapa del Giro del Trentino
- 1 etapa de la Vuelta al Lago Qinghai
- 3º en el Campeonato de Ucrania de Ciclismo en Ruta

2012
- 1 etapa del Tour de Borneo

2013
- 3º en el Campeonato de Ucrania de Ciclismo en Ruta